# Nizamettin Çalışkan
Nizamettin Çalışkan (Hagen, 1987. március 20. –) német születésű török labdarúgó, a Gençlerbirliği középpályása.